# Heart of the City
Heart of the City  è una serie televisiva statunitense in 13 episodi trasmessi per la prima volta nel corso di una sola stagione dal 1986 al 1987. È una serie poliziesca incentrata sulle vicende professionali e personali del detective della polizia Wes Kennedy.

## Trama
Wes Kennedy è un detective della polizia di Los Angeles che, dopo l'omicidio di sua moglie, deve anche prendersi cura dei suoi due figli adolescenti, la quattordicenne Robin (la classica teen-ager ribelle che incolpa il padre per la morte della madre) e il quindicenne Kevin.

## Personaggi e interpreti
- Wes Kennedy (13 episodi, 1986-1987), interpretato da Robert Desiderio.
- Kevin Kennedy (13 episodi, 1986-1987), interpretato da Jonathan Ward.
- Robin Kennedy (13 episodi, 1986-1987), interpretata da Christina Applegate.
- Detective Rick Arno (13 episodi, 1986-1987), interpretato da Kario Salem.
- Sergente Luke Halui (13 episodi, 1986-1987), interpretato da Branscombe Richmond.
- Detective Stanley Bumford (13 episodi, 1986-1987), interpretato da Robert Alan Browne.
- Tenente Ed Van Duzer (13 episodi, 1986-1987), interpretato da Dick Anthony Williams.
- Kathy Priester (2 episodi, 1986), interpretata da Kay Lenz.
- Rickey Priester (2 episodi, 1986), interpretato da Andre Gower.
- Giudice Barton (2 episodi, 1986-1987), interpretato da Mimi Kuzyk.
- Rikers (2 episodi, 1986), interpretato da Tony Longo.
- Phillip (2 episodi, 1986), interpretato da Patrick O'Bryan.

## Produzione
La serie, ideata da E. Arthur Kean e Michael Zinberg, fu prodotta da American Flyer Productions in associazione con 20th Century Fox Television. Le musiche furono composte da Jay Gruska, Michael Moores e Patrick Williams.

### Registi
Tra i registi sono accreditati:
- Thomas Carter
- Martin Davidson
- John Pasquin
- Michael Zinberg

### Sceneggiatori
Tra gli sceneggiatori sono accreditati:
- David H. Balkan
- Paul F. Edwards
- Jeremy Lew

## Distribuzione
La serie fu trasmessa negli Stati Uniti dal 20 settembre 1986 al 10 gennaio 1987 sulla rete televisiva ABC. In Italia è stata trasmessa con il titolo Heart of the City. È stata distribuita anche in Perù con il titolo Palpitar de una ciudad.

## Episodi
| Stagione       | Episodi | Prima TV USA |
| -------------- | ------- | ------------ |
| Prima stagione | 13      | 1986-1987    |